# Besenkamp
Besenkamp ist ein Ortsteil im ostwestfälischen Enger, Kreis Herford. Der bis 1968 selbständige Ort hat 1849 Einwohner (Stand: 31. Dezember 2005).

## Geschichte
Heinrich Griese (1934) vermutet, dass Besenkamp aus der früheren Ortschaft „Benzencampe“ und dem altsächsischen Dorf „Wedemere“  entstanden ist. Besenkamp könnte nach dem ersten Ansiedler, der den Namen Biso trug, benannt worden sein. Der Dorfname „Wedemere“ besteht aus dem mittelniederdeutschem Wort „Wede“ = Wald und dem althochdeutschen „meri, mere“ = stehendes, seichtes Gewässer. 1971 wurde ein Tympanon aus dem 10. oder 11. Jahrhundert in der Stiftskirche in Enger ausgegraben. Auf einer Inschrift wird Besenkamp erstmals erwähnt. Die Umschrift lautet: „Den Anteil an der gemeinen Mark von Päscherheide und von Besenkamp soll haben die Mühle von Belke. Zur Zeit des Hoier.“
Dem Ravensberger Urbar von 1556 ist zu entnehmen, dass die Bauerschaft „Bessenkamp“ zur Vogtei Enger im Amt Sparrenberg der Grafschaft Ravensberg gehörte. Das Urbar der Grafschaft zählt 23 Familien und Hofstätten für die Bauerschaft auf. Darunter sind viele Namen, die sich noch heute in Besenkamp finden lassen:
„Heinrich Maich, Ott Weelpman, Ludeke Lindeman, Steffen Goedecker, Herman Hillebrand, Johan Godeker, Herman up dem Heimesaet,Herman Piper, Herman Steffen, Johan Ebeler, Johan Kurkamp, Johan up dem Kamp,Heinrich Schroder, Albert Kleieman, Albert Klefmann, Peter Kleiman, Gerke in der Schuyrstede, Johan uf dem Winkel, Gercke in den Ellern, Thewusch uf dem Hagen, Tebbe bei dem Telgenbusch, Thoniß de Wemer und Herbert de Wemer.“
Von 1807 bis 1813 gehörte Besenkamp zum Kanton Enger, der von 1807 bis 1810 zum Königreich Westphalen und von 1811 bis 1813 zum Kaiserreich Frankreich gehörte. 1816 kam die Bauerschaft zum Kreis Bünde in der preußischen Provinz Westfalen, der 1832 im Kreis Herford aufging. Im Kreis Herford gehörte die Gemeinde Besenkamp zum Amt Enger. Am 1. Januar 1969 wurde Besenkamp durch das Gesetz zur Neugliederung des Landkreises Herford und der kreisfreien Stadt Herford nach Enger eingemeindet.